# Чокенешть (комуна, Димбовіца)
Чокенешть, Чокенешті (рум. Ciocănești) — комуна у повіті Димбовіца в Румунії. До складу комуни входять такі села (дані про населення за 2002 рік):
- Візурешть (1111 осіб)
- Дечиндя (540 осіб)
- Крецу (560 осіб)
- Урзічанка (1040 осіб)
- Чокенешть (2168 осіб) — адміністративний центр комуни

Комуна розташована на відстані 25 км на північний захід від Бухареста, 48 км на південний схід від Тирговіште, 118 км на південь від Брашова.

## Населення
За даними перепису населення 2002 року у комуні проживали 5419 осіб.
Національний склад населення комуни:
| Національність   | Кількість осіб | Відсоток |
| ---------------- | -------------- | -------- |
| румуни           | 5043           | 93,1%    |
| цигани           | 373            | 6,9%     |
| німці            | 2              | < 0,1%   |
| росіяни-липовани | 1              | < 0,1%   |

Рідною мовою назвали:
| Мова      | Кількість осіб | Відсоток |
| --------- | -------------- | -------- |
| румунська | 5287           | 97,6%    |
| циганська | 130            | 2,4%     |
| угорська  | 1              | < 0,1%   |
| німецька  | 1              | < 0,1%   |

Склад населення комуни за віросповіданням:
| Релігія                                       | Кількість осіб | Відсоток |
| --------------------------------------------- | -------------- | -------- |
| православні                                   | 5244           | 96,8%    |
| п'ятдесятники                                 | 137            | 2,5%     |
| бретрени                                      | 35             | 0,6%     |
| лютерани                                      | 2              | < 0,1%   |
| лютерани (Синодально-пресвітеріанська церква) | 1              | < 0,1%   |

## Зовнішні посилання
- Дані про комуну Чокенешть на сайті Ghidul Primăriilor